# Гуидо д'Арецо
Вижте пояснителната страница за други личности с името Гуидо.
Гуидо д’Арецо (на италиански: Guido of Arezzo) е италиански музиколог, сред най-големите музикални теоретици на Средновековието.
Той е считан за основоположник на съвременната музикална западна нотация (петолинието), с която заменя невмената нотация. Неговият труд „Micrologus“ е вторият по разпространение трактат по музика през Средновековието (след трактатите на Боеций).

## Биография
Роден в Италия, той получава образованието си в бенедиктинския манастир в Помпоза, близо до Ферара. Според скорошно проучване трактът „Micrologus“ е датиран от 1025 или 1026 година. Рождената му дата се предполага, че е около 991 или 992 година, тъй като Гуидо посочва в писмо, че е на тридесет и четири години, когато съставя своя труд.
Докато е в манастира в Помпоза, д’Арецо забелязва трудността, която певците изпитват при запомнянето на Грегорианските песнопения. Тогава измисля метод, с помощта на който да накара певците да заучават нови песнопения за по-кратко време. Бързо става известен и в други части на Италия. Това обаче поражда завист сред другите монаси и около 1025 година той се премества в Арецо, за да обучава певците от катедралата в града.
По време на пребиваването си в Арецо, Гуидо въвежда праобразеца на петолинието – четири успоредни линии, всяка от които съответства на определен тон, отбелязан в началото ѝ с буква. Върху линиите и между тях поставя невмите, които вече много по-точно посочват височината на тоновете. С течение на времето невмите се трансформират в квадратни ноти, които впоследствие придобиват днешната си овална форма. В теоретичната си дейност Гуидо винаги се ръководел от практическите нужди на музикантите. За най-лесно запомняне на мелодията той въвежда последователността от шест степени (хексакорд) и обозначава всяка една от тях със сричка. Сричките ut, re, mi, fa, sol, la, са взети от началните срички от първите шест стиха на химна за св. Йоан Кръстител, в който певците молят да бъдат предпазени гласовете им.
UT queant laxis
REsonare fibris
MIra gestorum
FAmuli tuorum
SOLve polluti
LAbii reatum
Sancte Ioannes
По-късно към тях се добавя и обозначението на тона „си“ (то се получава от първата сричка в седмия стих Sancte Ioannes), а ut се заменя с по-благозвучното „до“.
„Micrologus“, написан в катедралата в Арецо и посветен на епископа Тедалд, съдържа новия метод на преподаване на Гуидо. Привлякъл вниманието на Папа Йоан XIX, Гуидо получава покана да замине за Рим и да покаже новата си нотация и педагогическия си метод. Най-вероятно това се случва през 1028 година. Климатът в Рим обаче не му понася и след известно колебание той се установява в един манастир близо до Арецо, където се смята, че остава до края на дните си.